# Gråstrupig sparv
Gråstrupig sparv (Emberiza goslingi) är en fågel i familjen fältsparvar inom ordningen tättingar, förekommande i Afrika i ett band strax söder om Sahara.

## Kännetecken

### Utseende
Gråstrupig sparv är en 13-14 centimeter lång fältsparv, mycket lik zebrasparven som den tidigare behandlades som underart till (se nedan): rostfärgad undersida, längsstreckat huvud i svart och vitt samt mörkstreckad brun rygg. Gråstrupig sparv skiljer sig dock genom att ha grått istället för svart på hake, strupe och bakre delen av örontäckarna. Undersidan är vidare blekare och på ovansidan syns en djupt rostfärgad vingpanel som zebrasparven saknar.

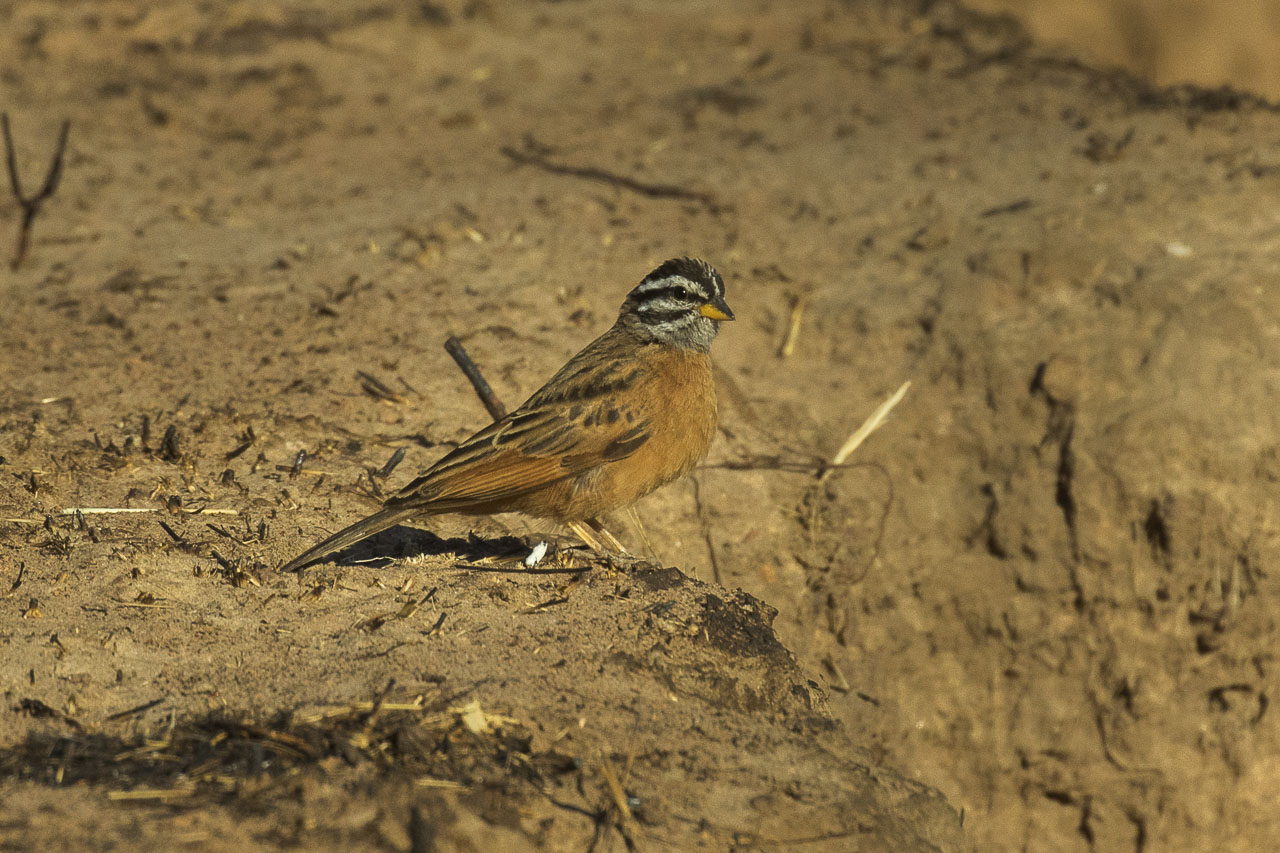
Gråstrupig sparv i Gambia.

### Läten
Inga studier finns ännu som bekräftar tydliga skillnader i läten mellan gråstrupig sparv å ena sidan och zebrasparven å andra. En jämförelse mellan populationer i Kamerun och Nigeria fann dock vissa typer av läten som zebrasparvpopulationer saknade.

## Utbredning
Gråstrupig sparv återfinns från södra Mauretanien till södra Senegal vidare österut till sydöstra Tchad, nordöstra Centralafrikanska Republiken, sydvästra Sudan och nordvästra Sydsudan, möjligen även allra nordostligaste Demokratiska republiken Kongo. Utanför häckningstid når den in i Västpalearktis i norra Mauretanien, norra Mali och möjligen norra Niger.

## Systematik
Gråstrupig sparv betraktades tidigare som en underart till zebrasparv (E. tahapisi) och vissa gör det fortfarande. Numera urskiljs den dock som egen art på grund av avvikande utseende, möjliga skillnader i läten, möjlig parapatrisk förekomst i västra delen av gränsområdet mellan Sydsudan och Uganda samt studier som visar på tydliga genetiska skillnader. Det råder dock oenighet mellan taxonomiska auktoriteter om populationen septemstriata med utbredning i sydöstra Sydan, nordöstra Sydsudan, Eritrea och nordvästra Etiopien som möjligen kan utgöras av en hybridsvärm mellan gråstrupig sparv och zebrasparv. Vissa erkänner den som underart under zebrasparven, medan andra inkluderar den i gråstrupig sparv utan att urskilja den som ett eget taxon. Gråstrupig sparv behandlas i vilket fall som monotypisk, det vill säga att den inte delas in i några underarter.

## Levnadssätt
Gråstrupig sparv förekommer på klippiga sluttningar, steniga områden samt i erosionsraviner. Den är mestadels stannfågel, men lokalt nomadisk. I Västafrika rör den sig norrut under regnperioden och söderut under torrperioden. Födovalet har inte beskrivits, men tros likna zebrasparvens: gräsfrön med inslag av nektar, växtdelar och olika sorters insekter. Arten häckar monogamt juli till januari i Västafrika och november till januari i Sudan.

## Status och hot
Arten har ett stort utbredningsområde och en stor population med stabil utveckling och tros inte vara utsatt för något substantiellt hot. Utifrån dessa kriterier kategoriserar internationella naturvårdsunionen IUCN arten som livskraftig (LC). Världspopulationen har inte uppskattats men den beskrivs som ganska vanlig.

## Namn
Fågelns vetenskapliga namn är en hyllning till George Bennett Gosling (1872-1906), en brittisk armékapten, naturforskare och upptäcktsresande på Niger-Nilen-expeditionen 1904-1906. Tidigare kallades den goslingsparv även på svenska, men justerades 2023 till ett mer informativt namn av BirdLife Sveriges taxonomikommitté.